# Justin Roiland
Justin Roiland (21 de febrer de 1980, Stockton, Califòrnia) és un actor, guionista i productor dels Estats Units. Actualment és conegut sobretot per ser el co-creador de la sèrie d'animació Rick and Morty, a més de ser l'actor de veu de diversos personatges d'aquesta. També és conegut per fer les veus de personatges d'altres sèries d'animació, com el "Lemongrab" de la sèrie Adventure time, o de Blendin Benjamin Blandin a Gravity Falls.